# Luca Marchegiani
Luca Marchegiani (Ancona, 22 de fevereiro de 1966) é um ex-futebolista italiano que atuava como goleiro.

## Carreira em clubes
Famoso por seu senso de profissionalismo, elegância e espírito de liderança (que renderam a ele o apelido de Il Conte)), Marchegiani (que em italiano significa "marquesãos" - o nome gentílico da região das Marcas) foi revelado nas categorias de base do Jesi, onde se profissionalizou em 1984. Ele ainda defendeu Aurora Latini (por empréstimo) e Brescia, onde atuou em apenas um jogo.
Em 1989, foi contratado pelo Torino para substituir Fabrizio Lorieri, que havia feito um início de temporada desastroso. Em 17 jogos, Marchegiani não evitou a queda para a Série B, mas permaneceu no clube e passou a ser treinado por Lido Vieri, titular do Toro entre 1958 e 1969. De volta à Série A após um ano na segunda divisão, ajudou o Torino a terminar em terceiro lugar na classificação da temporada seguinte, além de ter conquistado a última edição da história da Copa Mitropa, em 1991, e a Copa da Itália de 1992–93.
Porém, após entrar em uma situação financeira precária, o Torino vendeu seus principais jogadores, e o goleiro assinou com a Lazio, que pagou 13 bihlões de liras para contar com Marchegiani. Tituar absoluto por 7 temporadas, conquistou 7 títulos pela equipe romana, com destaque para a Série A de 1999–00, 2 Supercopas da Itália, uma Taça dos Clubes Vencedores de Taças e uma Supercopa da UEFA. Após a contratação de Angelo Peruzzi, Marchegiani ainda jogaria 42 vezes em suas últimas 3 temporadas pela Lazio antes de assinar com o Chievo.
Com a camisa gialloblù, o goleiro entrou em campo 66 vezes em 2 temporadas, encerrando a carreira em 2005, aos 39 anos. Em 422 partidas pela Série A, Marchegiani é o quarto atleta que mais defendeu pênaltis na história da competição (18).

## Seleção Italiana
Marchegiani estreou na Seleção Italiana em 1992, num empate por 1 a 1 com os Estados Unidos. Sua única competição pela Azzurra foi a Copa de 1994, sendo reserva de Gianluca Pagliuca, mas quando este último foi expulso no jogo contra a Noruega, entrou em seu lugar. Com a suspensão de Pagliuca, jogou também as partidas contra México (também na fase de grupos) e Nigéria, pelas oitavas-de-final.
Permaneceu sendo convocado até 1999, mas sua última partida como titular foi contra a Bósnia e Herzegovina, em novembro de 1996.

## Títulos
Torino
- Série B: 1990–91
- Copa da Itália: 1992–93
- Copa Mitropa: 1991

Lazio
- Serie A: 1999–00
- Copa da Itália: 1997–98, 1999–2000
- Supercopa da Itália: 1998, 2000
- Taça dos Clubes Vencedores de Taças: 1998–99
- Supercopa da UEFA: 1999